# Majkop
Majkop (ruski: Майко́п) je grad u Rusiji. Upravno je središte republike Adigeje. Nalazi se na obalama rijeke Belaje, pritoke rijeke Kuban.
Po popisu iz 2001. imao je 166.800 stanovnika, a stanocnici su Rusi, Adigejci i Armenci. Vremenska zona: Moskovsko vrijeme.

## Povijest
Majkopska kultura iz ranog brončanog doba je imenovana prema ovom gradu, jer su u blizini ovog grada otkrili kraljevske grobne humke.
Osnovan je 25. svibnja 1857., kao ruska vojna utvrda. Gradski status ima od 1870. Za vrijeme drugog svjetskog rata Treći Reich ga je okupirao u razdoblju od 9. kolovoza 1942. do 29. siječnja 1943. godine.

## Vanjske poveznice
- Majkop  Arhivirana inačica izvorne stranice od 11. veljače 2015. (Wayback Machine)
- Kažiput Majkopa
- Povijest grada